# Polype festonné

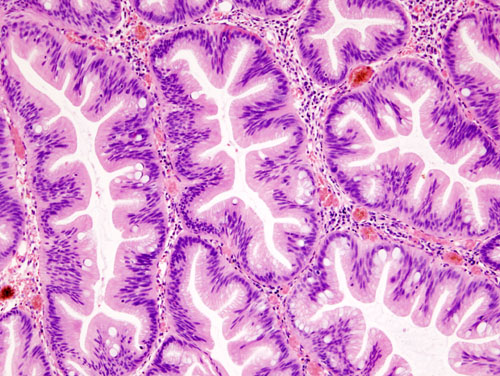
Adénome festonné sessile. HE, x400.

Les polypes festonnés (ou lésions festonnées) du tube digestif forment une classe de polype digestif, de localisation colorectale,,. Les polypes festonnés seraient impliqués dans une voie particulière de cancérogenèse colique, la « voie des polypes festonnés ».
Ils sont définis morphologiquement comme des tumeurs épithéliales glandulaires polypoïdes sessiles, ou parfois planes, composées de glandes, ou « cryptes », ayant une architecture festonnée ou dentelée, avec aspect en festons ou « en dents de scie » créé par les indentations de l’épithélium bordant les cryptes. Ces lésions sont décrites dans la très grande majorité des cas dans le côlon et le rectum mais d’autres localisations digestives ont été décrites.

## Types
- Polype hyperplasique
- Adénome festonné traditionnel (traditional serrated adenomas)
- Polype mixte festonné et adénomateux
- Adénome festonné sessile (AFS)

Des concepts annexes sont associés à cet aspect morphologique: la polypose festonnée et l'adénocarcinome festonné.